# Nswazwi
Nswazwi est une ville du Botswana.